# Абзам

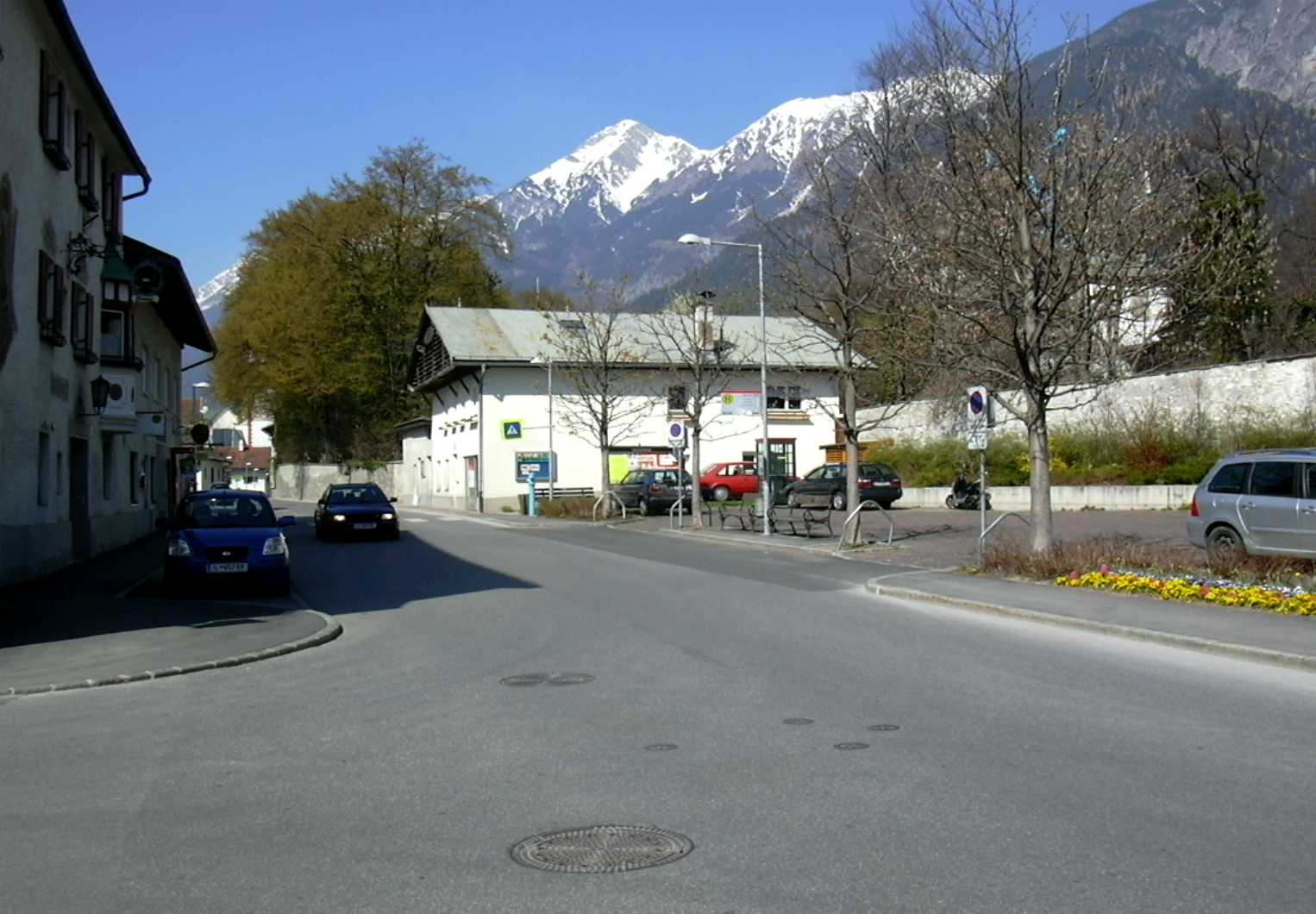

Абзам (нем. Absam) — коммуна (нем. Gemeinde) в Австрии, в федеральной земле Тироль.
Входит в состав округа Инсбрук. Расположен в 13 км к востоку от Инсбрука. Площадь коммуны составляет 51,93 км², население — 7319 человек (1 января 2021), плотность населения — 141 чел./км². Официальный код — 70301.
Основан как место паломничества в 995 году. 24 июня 2000 местная церковь была объявлена т. н. basilica minor. Центр лыжного и санного спорта.

## Население
| Год  | Численность |
| ---- | ----------- |
| 1869 | 1256        |
| 1889 | 1262        |
| 1890 | 1242        |
| 1900 | 1482        |
| 1910 | 1956        |
| 1923 | 2114        |
| 1934 | 2743        |
| 1939 | 3456        |
| 1951 | 3885        |
| 1961 | 4640        |
| 1971 | 5361        |
| 1981 | 5402        |
| 1991 | 5834        |
| 2001 | 6362        |
| 2011 | 6718        |
| 2021 | 7319        |

## История
Первое упоминание в церковных книгах под именем „Abazanes“ относится к 995 году.

## Политическая ситуация
Бургомистр коммуны — Арно Гуггенбихлер (СДПА).